# Greg Kinnear
Gregory Buckley "Greg" Kinnear (Logansport, 17 de junho de 1963) é um ator e apresentador de televisão americano, indicado em 1998 ao Oscar e ao Globo de Ouro na categoria de melhor Ator (coadjuvante/secundário) por seu trabalho no filme Melhor É Impossível.   

## Filmografia
- Murder in Mississippi (1990)
- Dillinger (1991) (1991)
- Based on the Untrue Story (1993)
- Blankman (1994)
- Sabrina (1995)
- Dear God (1996)
- Beavis and Butt-head Do America (1996)
- A Smile Like Yours (1997)
- As Good as It Gets (1997)
- You've Got Mail (1998)
- Mystery Men (1999)
- What Planet Are You From? (2000)
- Loser (2000)
- Nurse Betty (2000)
- The Gift (filme de 2000) (2000)
- Dinner with Friends (2001)
- Someone Like You (filme) (2001)
- We Were Soldiers (2002)
- Stuck On You (2003)
- Auto Focus (2003)
- Godsend (2004)
- The Matador (2005)
- Robots (2005)
- The Bad News Bears (2005)
- Little Miss Sunshine (2006)
- Invincible (2006)
- Fast Food Nation (2006)
- Unknown (2007)
- Feast of Love (2007)
- Baby Mama (2008)
- Ghost Town (2008)
- Flash of Genius (2009)
- Green Zone (2010)
- The Last Song (2010)
- The Kennedys (2011)
- New Year's Eve (filme) (2011)
- Stuck in Love (2012)
- Heaven os for Real (2014)
- Little Men (2016)
- Brian Banks (2018)